# Zebularina
La zebularina è un nucleoside analogo della citidina. La zebularina fu sintetizzata nel 1969. Inizialmente ne furono osservate le proprietà batteriostatiche, mentre in seguito è stata studiata come antitumorale.
In particolare agisce come inibitore della metilazione del DNA, ed è stata proposta come farmaco per terapia epigenetica dei tumori.